# لانس (بلژیک)
شهر لانس (به فرانسوی: Lens) تلفظ فرانسوی: [lɑ̃s] در شهرستان من  در استان انو  در منطقه والونی در کشور بلژیک واقع شده‌است.